# Marigny (Manche)
Marigny est une ancienne commune française du département de la Manche et de la région Normandie, devenue le 1er janvier 2016 une commune déléguée au sein de la commune nouvelle de Marigny-Le-Lozon.
Elle est peuplée de 2 436 habitants.

## Géographie

### Description

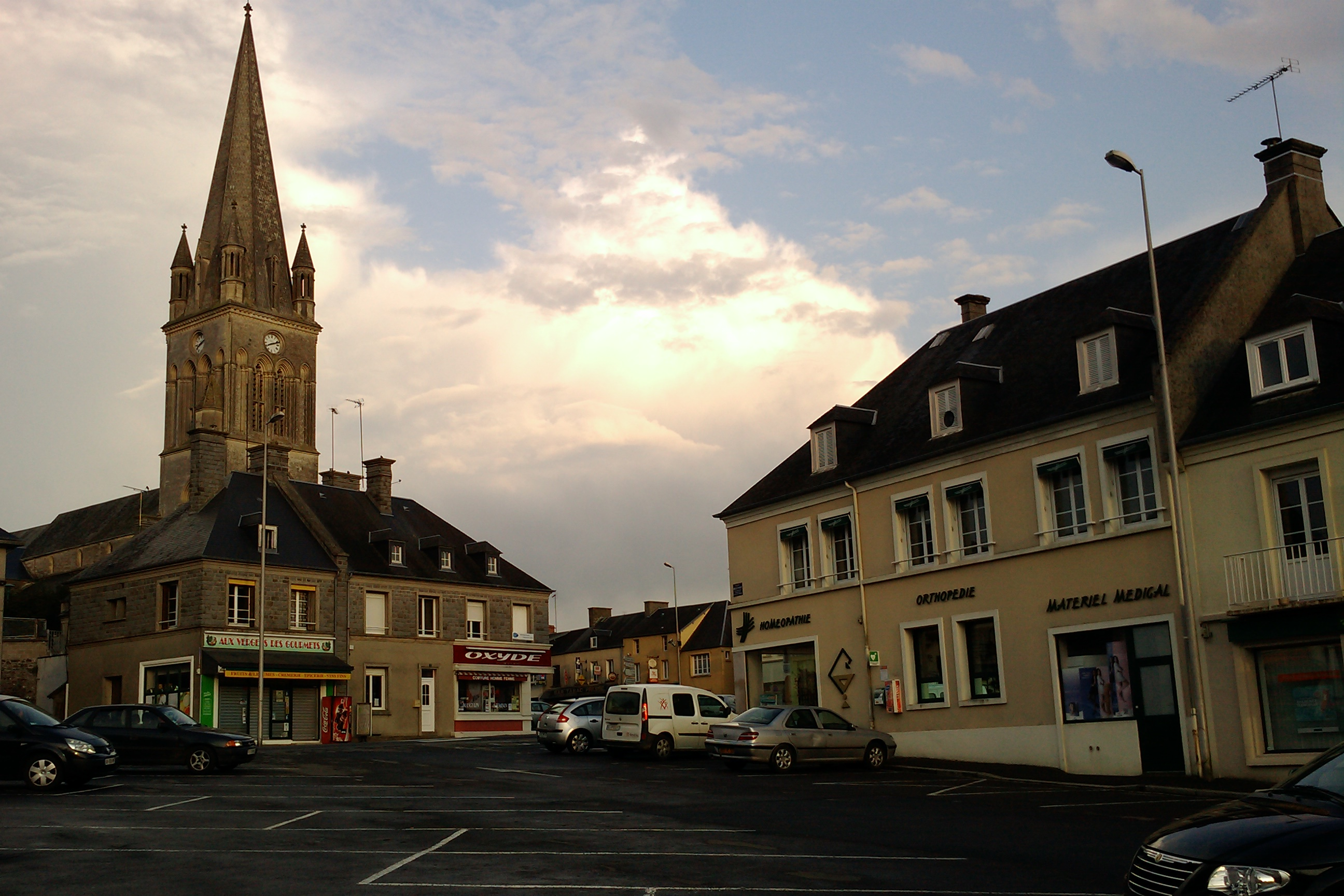
Le bourg.

Le bourg est en Centre-Manche, à l'ouest du pays saint-lois. Son bourg est à 6,5 km au nord-ouest de Canisy à 12 km à l'ouest de Saint-Lô et à 17 km à l'est de Coutances.

### Communes limitrophes
| Hauteville-la-Guichard | Lozon (comm. nouv. de Marigny-Le-Lozon) | Montreuil-sur-Lozon                                            |
| Le Lorey               | Marigny                                 | La Chapelle-en-Juger (comm. nouv. de Thèreval), Le Mesnil-Amey |
| Cametours              | Carantilly                              | Quibou                                                         |

## Toponymie
Le nom de la localité est attesté sous la forme Marinnei à la fin du Xe siècle.
Le toponyme est issu de l'anthroponyme roman Marinius,.
Le gentilé est Marignais.

## Histoire

### Moyen Âge
Marigny est cité pour la première fois lorsque le village est donné en 931 par Guillaume Longue-Épée (v. 900-942) à la collégiale du Mont-Saint-Michel.
Le premier baron connu de Marigny est Enguerrand de Say dont la famille participa en 1066 à la bataille d'Hastings. Marigny, qui avait été démembré de la baronnie de Say (Quettreville-sur-Sienne), fut le siège d'une baronnie qui donnait droit de séance à l'Échiquier de Normandie parmi les barons du Cotentin. Celle-ci s'étendait sur les paroisses de Marigny, Cérences, Cenilly, Guéhébert, Lahaye-Comtesse, Hauteville-la-Guichard, Le Lorey, Le Mesnil-Vigot.
Dans la première moitié du XIIe siècle, la paroisse relevait de l'honneur du Hommet.
Au XIIIe siècle, c'est Jourdain III du Hommet († 1271), connétable de Normandie qui est seigneur de Remilly et Marigny.
La seigneurie de Remilly fut unie à celle de Marigny dès les temps du premier des Hommet. Elles formaient ainsi une demi-baronnie et devait au roi Philippe Auguste le service de deux chevaliers et demi. Celui-ci se faisait par Enguerrand du Hommet pour son frère aîné, Guillaume II du Hommet, connétable de Normandie. Au XIIIe siècle, c'est Jourdain III du Hommet († 1271), connétable de Normandie, qui est seigneur de Remilly et Marigny.
Après les du Hommet on trouve comme baron, de Remilly et Marigny, sous le règne de Philippe le Hardi, Guillaume de Courcy à la suite de son mariage avec Anne, héritière des deux seigneuries. Au XIVe siècle, les seigneuries passèrent à Gilbert de Malesmains à la suite de son mariage avec Tiphaine de Courcy, qui en avait hérité à son tour. Jeanne, fille et héritière de Gilbert, épousa Olivier de Montauban († 1388). En 1408, on voit dans un aveu rendu au roi que la seigneurie de Marigny était alors une demi-baronnie, dont relevait le fief de chevalier de Gratot. Lors de la guerre de Cent Ans, Henri V d'Angleterre, devenu maître de la Normandie vers 1418, confisqua les seigneuries, jusqu'à que Jehan de Montauban (1412-1466), chambellan, conseiller du roi, maréchal de France, grand bailli de Cotentin, ami et collaborateur de Louis XI, en fut remis en possessions en 1450, et en rendit aveu au roi en 1451, et en 1465, il obtint droit de haute justice pour ses terres de Normandie. Sa fille unique et héritière, Marie de Montauban, les porta dans la famille de Rohan-Guéméné à la suite de son premier mariage avec Louis Ier de Rohan-Guéméné, puis à Georges II de La Trémoille, son second époux, qui sera baron de Marigny de 1467 à 1481.

### Révolution française et Empire
Au début de la Révolution, le marquisat de Marigny était la possession d'un autre seigneur Breton, Julien Anne Hyacinthe Marnière de Guer.

### Époque contemporaine
Durant la Seconde Guerre mondiale, les Allemands arrivent le 17 juin 1940, derrière les Britanniques en retraite. Le bourg est occupé pendant la guerre par 300 à 400 soldats d’infanterie allemands, avec un pic au début de 1 200 Allemands.
Après avoir subi le 13 juin 1944 en soirée, une vague de bombardement allié, le 26 juillet 1944, lors de l'opération Cobra, la ville est libérée des forces allemandes au terme de violents combats par les Américains, durant lesquels la quasi-totalité du canton est détruite. Le général allemand Erich Marcks, connu notamment pour avoir été incarné dans le film Le Jour le plus long, est enterré au cimetière militaire allemand de Marigny.
Marigny est décorée de la croix de guerre 1939-1945 le 11 novembre 1948.
La commune reçoit de l’aide matérielle et financière fin 1944 de celle de Cadenet (Vaucluse),. En décembre 1947, Charlotte Mac Lear, une américaine professeure d’université qui enseignait le français et avait fait des études à Paris à la Sorbonne, déléguée à Coutances de l’American Aid to France, annonce que la ville de Westport, dans le Connecticut, a décidé de parrainer la commune sinistrée de Marigny. Westport finance notamment la construction de la cantine scolaire en 1948 à l'emplacement de l'actuel collège ainsi que la réfection des dix-huit vitraux de l’église, soufflés par les bombes,,. La place Westport du bourg rappelle cette solidarité américaine de l'après-guerre.
Le 1er janvier 2016, Marigny intègre avec Lozon la commune de Marigny-Le-Lozon créée sous le régime juridique des communes nouvelles instauré par la loi no 2010-1563 du 16 décembre 2010 de réforme des collectivités territoriales. Les communes de Marigny et Lozon deviennent des communes déléguées et Marigny est le chef-lieu de la commune nouvelle.

## Politique et administration

### Rattachements administratifs et électoraux

#### Rattachements administratifs
Jusqu'à la fusion de communes, Marigny se trouvait dans l'arrondissement de Saint-Lô du département de la Manche.
Elle était depuis 1793 le chef-lieu du canton de Marigny. Dans le cadre du redécoupage cantonal de 2014 en France, cette circonscription administrative territoriale a disparu, et le canton n'est plus qu'une circonscription électorale.

#### Rattachements électoraux
Pour les élections départementales, la commune faisait partie de 2014 à 2015 du canton de Saint-Lô-1
Pour l'élection des députés, elle faisait partie de la première circonscription de la Manche.

### Intercommunalité
Marigny était membre de la communauté de communes de Marigny, un établissement public de coopération intercommunale (EPCI) à fiscalité propre créé en 1992 et auquel la commune avait transféré un certain nombre de ses compétences, dans les conditions déterminées par le code général des collectivités territoriales.
Conformément aux prescriptions de la loi de réforme des collectivités territoriales du 16 décembre 2010, qui a prévu le renforcement et la simplification des intercommunalités et la constitution de structures intercommunales de grande taille, cette intercommunalité a fusionné avec ses voisine pour former la communauté d'agglomération dénommée Saint-Lô Agglo dont elle a été membre jusqu'à la fusion de 2016.

### Administration municipale
Compte tenu de la population de la commune, son conseil municipal était composé de dix-neuf membres dont le maire et ses adjoints. Ces conseillers intègrent au complet le conseil municipal de Marigny-Le-Lozon le 1er janvier 2016 jusqu'en 2020 et Fabrice Lemazurier devient maire délégué et est élu maire de la commune nouvelle.

### Liste des maires
| Période                                  | Période       | Identité                    | Étiquette | Qualité                                                        |
| ---------------------------------------- | ------------- | --------------------------- | --------- | -------------------------------------------------------------- |
| Les données manquantes sont à compléter. |               |                             |           |                                                                |
| 1945                                     | 1953          | Marcel Guillard (1888-1978) |           | Médecin                                                        |
| Les données manquantes sont à compléter. |               |                             |           |                                                                |
| 1971                                     | 1995          | Jacques Lapeyre             |           | Vétérinaire                                                    |
| 1995                                     | 2004          | Yves Lemazurier             |           | Agriculteur                                                    |
| 2004                                     | mars 2014     | Bernard Brignot             | SE        | Pharmacien                                                     |
| mars 2014                                | décembre 2015 | Fabrice Lemazurier          | SE        | Responsable équipe conseil Maire de Marigny-Le-Lozon (2016 → ) |

### Jumelages
- Westport (Connecticut) (États-Unis)[20].
- Şomoşcheş (ro) (Roumanie) depuis 2002.

## Démographie
En 2021, la commune comptait 2 436 habitants. Depuis 2004, les enquêtes de recensement dans les communes de moins de 10 000 habitants ont lieu tous les cinq ans (en 2004, 2009, 2014, etc. pour Marigny) et les chiffres de population municipale légale des autres années sont des estimations.
| 1793  | 1800  | 1806  | 1821  | 1831  | 1836  | 1841  | 1846  | 1851  |
| ----- | ----- | ----- | ----- | ----- | ----- | ----- | ----- | ----- |
| 1 270 | 1 260 | 1 326 | 1 394 | 1 506 | 1 551 | 1 589 | 1 648 | 1 621 |

| 1856  | 1861  | 1866  | 1872  | 1876  | 1881  | 1886  | 1891  | 1896  |
| ----- | ----- | ----- | ----- | ----- | ----- | ----- | ----- | ----- |
| 1 591 | 1 519 | 1 450 | 1 364 | 1 354 | 1 305 | 1 280 | 1 335 | 1 311 |

| 1901  | 1906  | 1911  | 1921  | 1926  | 1931  | 1936  | 1946  | 1954  |
| ----- | ----- | ----- | ----- | ----- | ----- | ----- | ----- | ----- |
| 1 307 | 1 220 | 1 159 | 1 061 | 1 149 | 1 168 | 1 091 | 1 010 | 1 064 |

| 1962  | 1968  | 1975  | 1982  | 1990  | 1999  | 2004  | 2009  | 2014  |
| ----- | ----- | ----- | ----- | ----- | ----- | ----- | ----- | ----- |
| 1 125 | 1 196 | 1 255 | 1 440 | 1 668 | 1 872 | 1 983 | 2 126 | 2 297 |

| 2018  | - | - | - | - | - | - | - | - |
| ----- | - | - | - | - | - | - | - | - |
| 2 356 | - | - | - | - | - | - | - | - |

### Sports et loisirs
L'école de musique de Canisy-Marigny, agréée en qualité d'association d'éducation populaire et affiliée à la Fédération musicale de Basse-Normandie, propose des cours d'instruments (piano, harpe, accordéon, guitare, batterie, violon…) pour tous les âges et tous les niveaux.
L'Étoile sportive Marigny-Lozon-Mesnil-Vigot fait évoluer deux équipes en divisions de district.

## Économie
Marché hebdomadaire du mercredi, qui se tient depuis avril 1570 par lettres royales.

## Culture locale et patrimoine

### Lieux et monuments

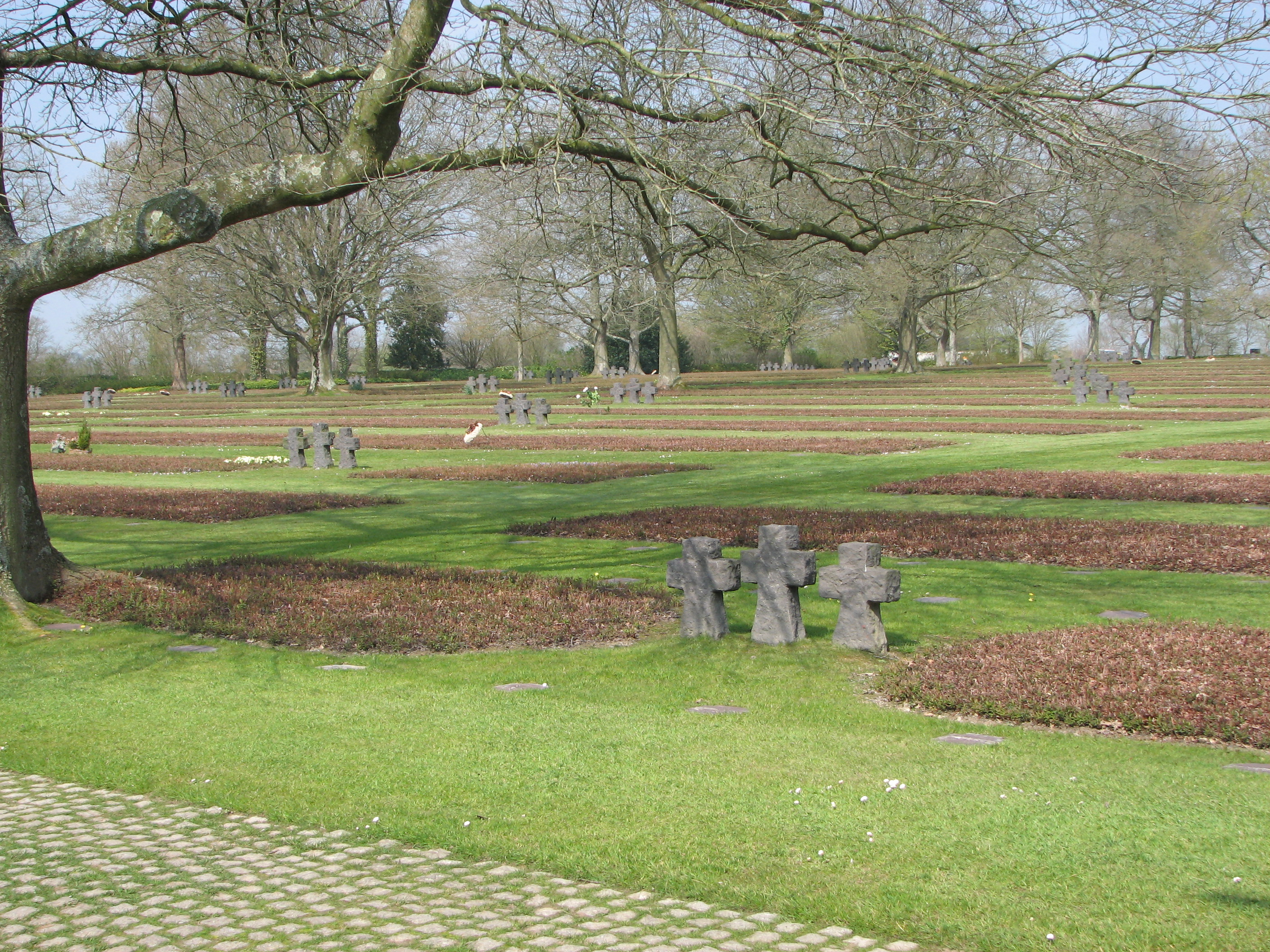
Le cimetière militaire allemand.

- Butte du Castel, motte castrale inscrite en 1984 aux monuments historiques[30]. Dernier vestige du château féodal de Marigny, disparu aux XVIe ou XVIIe siècles. Elle se trouve sur la route du bourg en direction du lieu-dit le Poteau au point le plus bas à gauche.
- Église Saint-Pierre, néo-gothique, du XIXe siècle, sur les bases de l'ancien édifice des XIIIe et XVe siècles. Elle abrite une Vierge à l'Enfant du XIIIe, un bas-relief du XVIIIe[24].
- Le cimetière militaire allemand de Marigny regroupant plus de 11 169 tombes de soldats allemands tués pendant la bataille de Normandie — dont celle du général Erich Marcks — se trouve à proximité (mais, malgré son nom, sur la commune de La Chapelle-en-Juger, (commune déléguée dans Thèreval depuis 2016)[31],[32].
- Ancien cimetière américain de 3 070 tombes situé de 1944 à 1948 face au cimetière allemand de La Chapelle-en-Juger.
- Mémorial Cobra créé en 2002 retraçant l'opération qui permit la percée américaine décisive fin juillet 1944.
- L'étang de Marigny est un lieu de rencontre pour les pêcheurs. Une aire de jeu et un terrain de pétanque y ont été aménagés.
- Couronne d'oratoires dans les villages (Mission de 1958).
- Calvaire du XIXe siècle.
- Croix de chemin du XIXe siècle.
- Monument-tombeau de Jacques Bainville (1879-1936).
- Square Jacques Bainville près de l'église.
- Maisons anciennes en torchis à la Bergerie.
- Ancien moulin à eau au Val-Moulin.
- Grotte de la Vierge.

Pour mémoire
- Ancien prieuré Saint-Léger dépendant de l'abbaye d'Aunay-sur-Odon[5].

### Personnalités liées à la commune
- Jacques Bainville (1879-1936), journaliste, historien et académicien, dont la femme était originaire de Marigny, est enterré dans le square qui porte son nom derrière l'église[33].

### Jeux vidéo
Dans le jeu vidéo Call of Duty : World War II, les créateurs se sont inspirés des traits[Quoi ?] de la commune pour l'une des douze missions de la campagne, Bastion. On retrouve également l'église dans le multijoueur, sur la map Opération Breakout dans le mode guerre.

### Héraldique
| Blason de Marigny (Manche) | Blason  | D'azur au chevron d'or, accompagné de deux roses en chef et d'un lion en pointe, le tout d'or.                         |
| Blason de Marigny (Manche) | Détails | Ces armes sont celles du marquis de Marigny, reprises par la commune. Le statut officiel du blason reste à déterminer. |